# واهرام آراکلیان
واهرام بازماسری آراکلیان (ارمنی: Վահրամ Բազմասերի Առաքելյան؛ زادهٔ ۸ ژوئیهٔ ۱۹۴۹) سیاستمدار اهل ارمنستان است.

## زندگی‌نامه
وی در ۸ ژوئیه ۱۹۴۹ در پارپی، شهرستان آشتاراک به دنیا آمد و از انستیتو دولتی فرهنگ سلامت و ورزش پرورش اندام ارمنستان فارغ‌التحصیل گشت. وی برنده جوایزی همچون مربی افتخاری جمهوری ارمنستان (۱۹۹۲) مدال موسس خورناتسی (۲۰۰۱) و مدال قدردانی (۲۰۱۵) است.

## یادداشت
1. ↑  Ֆիզիկական կուլտուրայի հայկական պետական ինստիտուտի ռեկտոր